# Катерина Лахно
Катерина Олександривна Лахно (на украински: Катерина Олександрівна Лагно) е украинска шахматистка, гросмайстор при мъжете от 2007 г. и двукратна европейска шампионка.

## Кариера

### Индивидуална
През 2003 г., когато е на тринадесет години, спечелва гросмайсторския турнир в Краматорск, с точка пред втория Захар Ефименко. Турнирът е от 10-а категория, а Катерина покрива първата си гросмайсторска норма. Същата година на възраст от 12 години, 4 месеца и два дни става най-младата гросмайсторка при жените в света, подобрявайки рекорда на Юдит Полгар.
През юни 2005 г. Лахно става европейска шампионка при жените в Кишинев, Молдова, след две победи в тайбрека по бърз шахмат срещу Надежда Косинцева.
През декември 2006 г. в Делхи се провежда мач между Катерина Лахно и Паримарян Неджи под името „Амити Грандмастърс Челиндж“. Предизвикателството се състои от три секции: шест партии по класически шах, шест по бърз и шест по блиц. Лахно спечелва съревнованието с резултат 11:7 и победи в отделните секции.
През 2006 г. спечелва силния турнир при жените „Купа на Северен Урал“, с точка пред втората Джу Чън, покривайки също нова гросмайсторска норма.
Година по-късно заема четвърто място в крайното класиране на същия турнир.
През 2008 г. Лахно постига няколко добри турнирни резултата. През април участва в руското отборно първенство за жени, където завършва с индивидуален резултат 6/9 т. През май Лахно става европейска шампионка в Пловдив, с резултат 8,5/11 т. (6+5=0–). В периода 28 юли–3 август участва на турнира „ORDIX Open“ в Майнц, където завършва на пето място и е най-добре представилата се участничка сред жените. Същата година се класира за финала на световното първенство по шах960, където губи от Александра Костенюк с 1,5:2,5.

### Национален отбор
Лахно е част от отбора на Украйна, който спечелва бронзовите медали на световното отборно първенство за жени в Екатеринбург, където украинката играе на първа дъска. Лахно също записва две участия на европейски първенства – в Гьотеборг през 2005 с бронзов индивидуален медал и в Солун през 2007.
Лахно също има успехи като национален състезател при девойките. През 2001 г. става европейска отборна шампионка при момичета до 18 години и спечелва бронзов медал на първа дъска в унгарския град Балатонлеле.

## Личен живот
На 25 февруари 2009 г. Лахно се омъжва за френския гросмайстор и журналист Робърт Фонтейн.